# Азов (батальон)
12-а бригада със специално предназначение „Азов“ (на украински: 12-та бригада спеціального призначення «Азов») е подразделение на Националната гвардия на Украйна, първоначално базирано в Мариупол в крайбрежния район на Азовско море, от което произлиза и името му. „Азов“ е сформиран като паравоенна милиция през май 2014 г. Първото му участие в бойни действия е в боевете за Мариупол срещу проруските сепаратисти през юни 2014 г. До официалното си включването си в Националната гвардия на Украйна на 11 ноември 2014 г. действа като доброволческа полицейска рота. След руското нападение над Украйна през 2022 г., батальонът привлича внимание с използването му от Русия за оправдаване на инвазията, участието си в отбраната на Мариупол и за отбраната на стоманодобивния завод „Азовстал“.
Батальонът е обвиняван в извършване на изтезания и военни престъпления, както и за връзка с неонацистката идеология. „Азов“ използва противоречиви символи, включително варианти на волфсангел, използвани от дивизиите на Вафен-СС и Вермахта по време на Втората световна война и черното слънце. През зимата на 2015 черното слънце е премахнато от логото на „Азов“ През март 2015 г. говорител на батальона „Азов“ казва пред „USA Today“, че само 10% до 20% от членовете на групата са нацисти. В миналото законодателите в САЩ и Канада блокират изпращането на оръжия поради крайнодесните му връзки. Тези връзки също довеждат до фокус върху формацията в руската пропаганда. Една от причините, посочени от президента на Русия Владимир Путин за инвазията през 2022 г., е „денацификацията“ на Украйна, за да се премахне предполагаемият контрол на крайнодесни сили като „Азов“ над страната.
В България открити симпатии към батальона „Азов“ има председателя на БНС – НД, Боян Расате. На 26 февруари 2022 г. той излиза на протест против руското нападение над Украйна със знамето на „Азов“.

## История

### Създаване
Батальон „Азов“ е създаден на 5 май 2014 г. в град Бердянск, заедно с други батальони на Специалната полицейска патрулна служба (БПСМОП) на МВР Украйна, въз основа на решение на Министерството на вътрешните работи на Украйна да сформира специални полицейски части с цивилни лица и лица, които имат военна служба или са преминали ускорен двуседмичен курс на обучение в Министерството на вътрешните работи.
Батальонът се основава от членове на две обществени организации: „Автомайдан“ и „Патриот на Украйна“. На 20 май 2014 г. е обявено набирането на бойци в батальона.
Според бившия заместник-командир на батальон Игор Мосийчук, в началото на юни 2014 г. специалният батальон се състои от 20 чужденци: от Русия, няколко души от скандинавските страни и един гражданин на Италия.

### Начало на бойните действия
След създаването си батальон „Азов“ провежда обучение в района на Запорожкия край, Бердянск, а също така патрулира района около Мариупол. Според бившия заместник-командир на батальона Ярослав Гончар, поделението започва действия през април, когато е участвало в различни видове разузнавателни операции. Батальонът обаче започва пряко участие във военни действия в началото на май 2014 г., като води няколко малки битки с диверсионни групи в околностите на Мариупол.
На 7 май проруските сепаратисти стрелят с автомати по автобус на батальона край селището Мангуш, в резултат на което шофьорът е ранен. Един от нападателите е убит, а други двама са взети в плен, включително „министърът на отбраната“ на т. нар. „Донецка народна република“ Игор Хакимзянов.

### Боеве в Мариупол
На 9 май 2014 г. войници от батальон „Азов“ пристигат по призива на началника на полицията в Мариупол, за да участват в освобождаването на заловената сграда на Градското полицейско управление на Мариупол от проруските сепаратисти.
Според командира на батальон „Донбас“ Семен Семенченко, към 22 май 2014 г. батальон „Азов“ е бил най-боеспособното подразделение на Министерството на вътрешните работи на Украйна.
На 23 май батальон „Азов“ предлага на бойците от Донецката народна република, разположени близо до Шахтьорск, Чистяково и Снежное, да премахнат незаконните контролно-пропускателни пунктове, да сложат оръжието си и да се върнат при семействата си. В противен случай батальонът заявява, че ще бъде принуден да изчисти всички незаконно инсталирани контролно-пропускателни пунктове в района на тези градове. В същия ден батальон „Азов“ прочиства изпълнителния комитет на градския съвет на Чистяково в Донецка област от проруски сепаратисти. В резултат на престрелката загиват двама представители на ДНР, без убити и ранени от батальон „Азов“.
На 26 май 2014 г. батальон „Азов“ заедно с бойци от батальон „Украйна“ щурмуват разпределителна база на сепаратисти и руски бойци, създадена в дачата на Александър Янукович в село Урзуф. При нападението някои сепаратисти са убити, други са задържани, а при претърсване на помещенията е намерен голям арсенал от малки оръжия и пари в брой.
На 26 май бойци на батальона „Азов“, заедно с батальон „Украйна“, убиват около 5 сепаратиста, включително снайперист, по време на разузнавателна операция и задържат 3-ма. Също така в резултат на операцията е унищожена част от боеприпасите на сепаратистите.
На 12 юни един от лидерите на сепаратистите на т. нар. Донецка народна република, Александър Фоменко, е задържан от войници на батальона в Мариупол.
На 13 юни войници от батальона „Азов“, с подкрепата на Националната гвардия, батальон „Днепър-1“ и въоръжените сили на Украйна, освобождават Мариупол от бойците на т. нар. Донецка народна република. По време на операцията 4 бойци са ранени от украинска страна (1 е тежко ранен), загубите на сепаратистите са 3 убити, 17 ранени, а 38 бойци са задържани.
На 30 юни 2014 г. бойци на батальона „Азов“ задържат Игор Гусков, стотник от проруските бердянски казаци, който е близък сътрудник на един от лидерите на сепаратистите в Донбас – Игор Гиркин, с прякора „Стрелка“.
От началото на юли бойците на поделението провеждат операции по затваряне на каналите за доставка на оръжие на сепаратистите в района на Донецка област. По-специално, според командира на батальона Андрей Билецки, към 6 юли крайбрежието на Азовско море в Донецка област е напълно контролирано от батальона, изградени са контролно-пропускателни пунктове и някои сепаратисти са задържани.
На 12 юли 2014 г. един от лидерите на сепаратистите от Дружковка – Васил Черненко е задържан от бойци на батальона. Той е обвинен в организиране на терористични групи и нападение срещу украинските военни.
На 15 юли 2014 г. бойците на батальона задържат един от лидерите на сепаратистите от ДНР – Алексий Пабушков, грък, който е съюзник на Андрей Борисов, водач на бойното крило на сепаратистите от ДНР в Мариупол, по прякор „чеченец“.
На 25 юли 2014 г. бойците на батальона задържат терорист от ДНР с прякор „Знаме“, който е оръжейник в местна сепаратистка клетка. Задържаният е предаден на СБУ за разследване.

### Боеве за Иловайск
На 10 август 2014 г. въоръжените сили на Украйна с участието на бойци от батальоните „Донбас“, „Азов“, „Шахтьорск“ и „Десен сектор“ започват операция за освобождаване на Иловайск и премахване на укрепената сепаратиска зона.
На 18 август 2-ри взвод на батальона „Азов“, заедно с части на батальон „Донбас“ и отделна рота на батальон „Днепър“, водят упорита битка в покрайнините на Иловайск. Вечерта части на батальоните „Азов“ и „Днепър“ се утвърждават в покрайнините на града.

### Отбрана на Мариупол през 2014 г.
В края на август 2014 г. група разузнавачи на „Азов“, сред които техният съратник Никола Самофалов, попадат в засада на сепаратистите. Няколко войници са убити на място, други по-късно се озовават в руски затвори. След известно време сепаратистите се обаждат на роднините на Никола и им казват, че Никола Самофалов, известен повече като „Ядрото“, вече го няма. Той се смята за изчезнал, приблизителната дата на смъртта му е 31 август.
На 5 септември заедно с части на въоръжените сили на Украйна защитават Мариупол в посока Новоазовск.
На 12 октомври войници от батальона с войници от въоръжените сили неутрализират вражески танк, който обстрелва украински военни позиции. Елиминирано е и вражеското командване, което по-късно пристига с джип на мястото.
През ноември 2014 г. ръководството на полка, съвместно със Службата за сигурност на Украйна и Държавната гранична служба на Украйна, задържат руски гражданин, който е трябвало да се присъедини към поделението от името на руските специални служби и да предостави информация за дейността и ръководството за операции на „Азов“, за което е разполагал с компоненти за монтаж на експлозиви с дистанционно управление.

### Реорганизация и приобщаване в Националната гвардия
На 17 септември 2014 г. със заповед на министъра на вътрешните работи Арсен Аваков батальон „Азов“ е реорганизиран и разширен в едноименния полк. Андрей Билецки остава командир на новосформирания полк.
На 4 октомври е съобщено, че войници на „Азов“, в сътрудничество със Службата за сигурност на Украйна, задържат дезертьор – прапорщик от Националната гвардия, като през него в продължение на три месеца „изтичат“ данни за придвижването на украинските войски към т. нар. „Донецка народна република“.
На 9 октомври е взето решение за преобразуване на полк със специално предназначение „Азов“ на Министерството на вътрешните работи на Украйна към Националната гвардия на Украйна. Командирът на полка Андрей Билецки отбелязва, че частта е в процес на формиране, включва артилерийска дивизия, която вече е започнала учебни стрелби, и включва полк и танкова част.
На 11 ноември министърът на вътрешните работи на Украйна Арсен Аваков подписва заповед за преобразуване на полк „Азов“ към Националната гвардия на Украйна и по-нататъшното му възнаграждение, до бойния стандарт на бригадите на Националната гвардия.
На 28 ноември разузнавателна група на полк „Азов“ унищожава разузнавателна група от сепаратисти, действаща в района на Мариупол, като убива двама и ранява един.

### Настъпление към Широкино
На 10 февруари 2015 г. батальонът освобождава от сепаратистите 5 населени места, разположени източно от Мариупол: Павлопол, Коминтерново, Бердянске, Широкино и Лебединское.
На 18 април 2015 г. Георги Джанелидзе е убит в битка със сепаратистите край село Широкино. Той е смъртоносно ранен, а тялото му остава в района на престелките, руските сепаратисти не позволяват да бъде отведен, а по-късно районът е миниран. Тялото на Георги е извадено след 10 часа разговори с „ОССЕ“. По-късно бившият президент на Грузия Михаил Саакашвили заявява, че грузински доброволец е убил руски инструктор, преди да умре.
На 18 юни 2015 г., по случай годишнината от освобождението на Мариупол от проруските сепаратисти, командирът на батальона Андрей Билецки обявява реорганизацията на батальон „Азов“ в отделна специална бригада. Персоналът на новосъздадената бригада е предвиден да бъде увеличен до 2,5 хиляди войници.

### 2016
През август 2016 г., според някои източници по инициатива на Юрий Алеров, част от формированието е назначено за охрана на контролно-пропускателни пунктове в Запорожка област.

### Отбрана на Мариупол през 2022 г.
В Мариупол полкът „Азов“ претърпява поражение и след попадане в обкръжение оцелелите войници се предават на руските войски. Най-малко 50 военнопленници от баталиона загиват в Клането в затвора в Оленивка на 29 юли.

## Идеология

### Нео-нацизъм
Азовският баталион е описван като крайно-дясна милиция, с връзки към нео-нацизма и членове, които носят нео-нацистки и SS-символи, и също така изразяват нео-нацистки възгледи.
Създателят на батальонът „Азов“ Андрей Билецки, лидер на крайно-дясната социално-национална асамблея (СНА), през 2014 г. заявил че „...историческата мисия на нашата нация...е да поведе...белите раси на света в последен поход за тяхното оцеляване...поход срещу водените от семити Untermenschen“.
Според говорител на „Азов“ „само 10 – 20%“ от служещите са с нацистки убеждения, като един от командирите обяснява нео-нацистката идеология с „буйна младост“.

### Чужденци в „Азов“
Повечето чужденци са от руски произход като Андрей Грек (Балабан), който умира в битката за Маринка на 4 август 2014 г. В батальона, който е бригада от 2023 има евреи, азербайджанци, грузинци, беларуси и други. От октомври 2014 г. основателят на „Азов“ Андрей Билецки напуска полка, за да влезе в политиката с партията си „Национален корпус“, което предизвиква разкол в „Азов“, и така до 2016 г. го последват немалко войници от „Азов“, които към днешна дата се бият в батальоните Кракен, Фрайкор, 3 отделна щурмова бригада (от съзадаването на 24.02.2024 до 16.01.2023 ССО „Азов“ Киев) и други.

## Участие в политиката
През септември 2016 г. Андрей Билецки обявява създаването на нова политическа партия, в деня на православния празник Покров Богородичен. На 14 октомври 2016 г. е основана политическа партия „Национален корпус“. Полк „Азов“ като подразделение на Националната гвардия не участва в политиката, но е тясно свързан с Граждански корпус „Азов“ и Националните отряди, в които влизат бивши бойци и доброволци на „Азов“. Поради тесните му връзки с политическата партия и международната активност на някои ветерани от „Азов“ и настоящи членове, разследващият екип на „Bellingcat“ ги обвинява, че систематично вербуват американски крайнодесни екстремисти от 2015 г., популяризирайки собствената си международна програма и връзки с американски крайнодесни организации, като Атомвафен дивизия и „Rise Above Movement“. Говорителят на партия „Национален корпус“, Роман Чернишов, коментира ситуацията, като заявява, че публикацията на Bellingcat е „набор от истории на ужасите, клишета и стереотипи“. Според него журналистите се опитват да „очернят движението „Азов“, като смесват в изданието полк „Азов“ и партия „Национален корпус“.

## Символика
- Емблема на партизански отряд „Черен корпус“, използвана до началото на лятото на 2014 г.
- Емблема на батальон „Азов“, използвана от началото на лятото на 2014 г. до края на зимата на 2015 г.
- Емблема на полк „Азов“, използвана от началото на пролетта на 2015 г.
- Емблема на III рота от 1-ви батальон на полк „Азов“, използвана от зимата на 2014/2015 г.
- Емблема на танковия батальон на полк „Азов“ (подразделение със собствено име „Студен Яр“), използвана от пролетта на 2015 г.

## Структура
- 1-ви батальон за оперативно предназначение
- 2-ри батальон за оперативно предназначение
- танкова рота
- артилерийски дивизион

## Главно командване
Командири на батальон/полк „Азов“:
- Андрей Билецки (от май-октомври 2014 г.)
- Игор Михайленко (октомври 2014 – август 2016)
- Максим Жорин (август 2016 – септември 2017)
- Денис Прокопенко (от септември 2017 г. до 20 май 2022 г.)
- Богдан Кротевич (и.д. от 20 май 2022 до 8 юли 2023 г.)
- Денис Прокопенко (от 8 юли 2023 г.)

Началници на щаба на батальон/полк „Азов“:
- Вадим Троян (юни – октомври 2014 г.)
- Андрей Клос (и. д. октомври – ноември 2014 г.)
- Владислав Соболевски (ноември 2014 – септември 2017)
- Игор Клименко (от септември 2017 г. до 2021 г.)
- Богдан Кротевич (от 2021 г.)